# Szanszkrit szójegyzék
E szanszkrit szójegyzék a hinduizmusban, az ind filozófiában és hagyományban gyakran használt szanszkrit szavak gyűjteménye és értelmezése.

## Magyar átírás
Irányadó: Osiris-féle Helyesírás, WP:ÚJIND
- szóvégi á → a
- szóvégi í → i
- szóeleji y → j

## Szavak

### A, Á
- abhiséka (अभिषेक): vallási rítus
- ácsárja (आचार्य , angol: acharya) mester, tanító, szellemi vezető
- adhikári (अधिकारिन्): valaki, aki előrelépést tett a spirituális úton[1]
- advaita védánta (अद्वैत वेदान्त): A védánta a hat ortodox hindu iskola egyike, ennek egyik ága az advaita
Az advaita jelentése: kettősség nélküli. Utalás arra az elképzelésre, hogy az átman ugyanaz, mint a legmagasabb létező, Brahman. Ebben a Védánta iskolában Brahman az egyetlen létező, és a világ, ahogyan az számunkra megjelenik, pusztán illuzórikus. Brahman illúziója, amit májának nevezünk, okozza azt, hogy a világ létezik.
- Agni (szanszkrit: अग्नि): a tűz istene a hinduizmusban

- az ájurvédában az a biológiai tűz, amely az anyagcserét irányítja

- ahankára vagy ahamkára (अहंकार): egoizmus, énközpontúság
- ahimsza (अहिंसा, angol: ahimsa, IAST: ahiṃsā): erőszakmentesség (minden élő iránt), nem-ártás
- ájurvéda (आयुर्वेद, angol: Ayurveda): India több mint ötezer éves hagyományos, természetes orvostudományi rendszere
- ákása (आकाश, angol: akasha): a mindenséget betöltő, mindenen átható, láthatatlan anyag, gyakran éternek fordítják
- amma (अम्मा, ammā): anya ; (lásd még: Ammá Máta Amritánandamaji, indiai spirituális vezető)
- ánanda (szanszkrit: आनन्द): tökéletes boldogság, üdvösség
- anga (अङ्ग) többjelentésű szó; többek közt: tag, valamilyen gyakorlat (pl. a jóga) része
- aparigraha (अपरिग्रह , angol: aparigraha ): birtoklásmentesség (csak a létfenntartáshoz szükséges dolgok megtartása)
- árja, árják (आर्य) indoiráni népek régi neve, akik az ősidőkben ÉNy felől Indiába benyomultak
- árjava (आर्जव): képmutatásmentesség
- artha (अर्थ): az élet célját jelölő kifejezés; hagyományosan négy arthát tartanak számon
- ásram (आश्रम, angol: ashram): spirituális menedékhely
- ásrama, ásramák (चतुराश्रम): a négy lelki rend, a lelki fejlődés négyes felosztása a Védák alapján. Ezek:
brahmacsarja (tanulóélet), grhastha (családos élet), vánaprastha (visszavonult élet), szannjásza (lemondott élet).
- ászana (आसन), jelentése: elhelyezkedés, illetve stabil, kényelmes póz, ülésmód; a jóga egyik tagja, lépcsőfoka
- asztéja (अस्तेय): a tulajdon tisztelete (a lopás tilalma)
- ásztika (आस्तिक): a Védákhoz pontosan igazodó hat bölcseleti iskola (darsana)
- aszura, aszurák (szanszkrit: असुर, angol: asura): démonok, gonosz szellemek
- átman (आत्मन्, angol: atman): önvaló, a világszellemmel azonos egyéni lélek
ātman आ á (अ a + ा á) त्म tma (त ta + म ma) न् n (न na + ्)
- aum vagy másképp om (ॐ): szent szótag és mantra a hinduizmusban és a buddhizmusban
- avatár, avatára (अवतार) Isten vagy képviselője alászállása és halandó lényben való megtestesülése a Földön. Elsősorban Visnu megtestesülését értik alatta.
- avidja (अविद्या avidjā): tudatlanság, tévelygés
lásd még: avidjá (buddhizmus)

### B
- baba (बब bābā): egy szent ember vagy mester tiszteletteljes megszólítása, jelentése: kb. kedves apa, nagyapa, nagybácsi
- bábádzsi (बाबाजी):

- megtisztelő cím, megszólítás, a baba (बब bābā) más alakja
- Bábádzsi Nágarádzs, mitológiai szent és jógi

- bandha (बन्ध): zár, megkötés, elzárás; (izom)összeszorítás vagy összehúzás a jógában, melynek célja a prána megállítása vagy irányítása (angol cikk: (en))
- Bhagavad-gíta (भगवद् गीता, angol: Bhagavad Gita): szanszkrit filozófiai költemény, a Mahábhárata része, a hinduizmus szent könyve
bhagavad gītā भ bha ग ga व va द् d (द da + ्) गी gí (ग g + ी í) ता tá (त t + ा á)
- Bhagaván (szanszkrit: भगवान् bhagavān): Isten (Ísvara) szinonimája; Krisnára és Visnu más avatárjaira is használják a vaisnavizmusban, csakúgy mint Sivára a saivizmusban
- bhadzsan (भजन) áhítatos ének, elsősorban a hinduizmus bhakti-kultuszában
- bhakta (भाक्त) többjelentésű szó, általában utalás a hívőre, a bhakti-jóga követőjére
- bhakti (भक्ति) jelentése: részvétel, odaadás, szeretet, hódolat. Az Isten vagy istenség iránti feltétlen odaadás, szeretet
- bhakti-jóga (भक्ति योग): az Isten iránti szerető odaadás jógája
- bhógi (भोगिन्): élvhajhász, az érzéki örömök élvezője, hedonista
- bódhi vagy bódhi (szanszkrit: बोधि): a buddhizmusban használatos kifejezés: megvilágosodás, "felébredés"
- bódhiszattva (szanszkrit: बोधिसत्त्व, angol: bodhisattva): megvilágosult ember
- bódhicsitta (szanszkrit: बोधिचित्त, angol: bodhicitta): a teljes megvilágosodás elérésére irányuló akarat, vágy
बो bó (ब ba + ो o) धि dhi (ध dha + ि i) चि csi (च ca + ि i) त्त tta (त् t + त ta)
- Brahma (brahmā, ब्रह्मा) a világegyetem első teremtménye, a hinduizmus teremtő istene, a trimúrti egyike
- brahmacsarja (brahmacsarjā, szanszkrit: ब्रह्‍मचर्य, angol: brahmacharya): önmegtartóztatás, önfegyelem
- Brahman (ब्रह्मन्): a világegyetem létezésének ősoka, téren és időn kívüli Legfelsőbb Létező
brahman ब्र bra (ब ba + र ra) ह्म hma (ह ha + म ma) न् n (न na + ्)
- bráhmanák (szanszkrit: ब्राह्मण): a "bráhmanoknak szánt" hosszabb-rövidebb teológiai jellegű, ókori magyarázatok, amelyek a Védák használatára és értelmezésére vonatkoznak
- brahmanizmus (हिन्दू धर्म) a hinduizmus másik neve
lásd még: a kereszténység és a hinduizmus összehasonlítása
- brahmin vagy bráhman(a) (ब्राह्मण) az indiai kasztrendszer legfelsőbb kasztjának tagja
- Budha (बुध), másképp Szaumja (सौम्य): a hindu mitológiában a Merkúr bolygó megszemélyesítője
- Buddha: Gautama Sziddhártha (सिद्धार्थ गौतम) vallásalapító
- buddhaság (szanszkrit: बुद्धत्व; páli: बुद्धत vagy बुद्धभाव) a buddhizmusban a tökéletes megvilágosodás állapota
- buddhi (बुद्धि) jelentése: megérteni, felfogni; az ind filozófiákban kontrasztot képez a manasz-szal (elme) és az ahankárá-val (egoizmus) szemben

### Cs
- csakra (चक्र): szó szerint: kerék; az emberi testben elhelyezkedő pszichikai energia központi magja
- Csaitanja (चैतन्यः महाप्रभु): más néven Srí Krisna Csaitanja a bengáli vaisnavizmus központi alakja, követői a védikus irodalom bizonysága alapján Krisnával azonosítják
- cséla (चेला): tanítvány, a bölcsek vagy szentek követője
- csit (चित्): a transzcendentális, "tiszta" tudat; a védántában gyakran együtt szerepel a léttel (csit) és az üdvvel (ánanda), mely 3 kifejezés Brahman lényegét írja le
- csitta (चित्त): a tudatos elme, tudatosság

### D
- daja (दया dajā): együttérzés, mások iránti könyörületesség, szeretet (angol cikk: (en))
lásd még: Felebaráti szeretet#Hinduizmus
- dāna (दान angol: dana): adakozás, nagylelkűség másokkal szemben
- darsana, néha darshan vagy darsan (दर्शन): egy isten vagy egy szent személy vagy tárgy látomása; szemlélet, látásmód, megtapasztalás
darśana द da र्श rsa (र् r + श śa) न na
- déva, dévák (देव) jelentése: isteni, ragyogó. A mennyei lények, (fél)istenek neve
lásd még: Déva (buddhizmus)
- dévanágari (देवनागरी): Indiában a 10–13. század között kialakult írás; ezt az írást használják a szanszkrit nyelvekben
devanāgarī दे dé (द da + े é) व va ना ná (न na + ा á) ग ga री rí (र ra + ी í)
- Dévi (szanszkrit: देवी, devī) jelentése: istennő; az istenség női aspektusa
- dhárana (धारणा): koncentráció
- dharma (धर्म): sokjelentésű fogalom a hinduizmusban és a buddhizmusban: vallás, természet, igazság, törvény, tan, (tudat)tartam, jó modor. Az a szerep, amit az embernek be kell töltenie az életben.
dharma ध dha र्म rma (र् r + म ma)
- dhjána vagy dzshána (ध्यान): mély meditáció, szemlélődés
lásd még: dhjána (buddhizmus)
- dnyána vagy más átírásokban dzsnyána, dnyána, jnyána, gjána (szanszkrit: ज्ञान): bölcsesség, transzcendentális tudás; az a tudás, amely a Brahman vagy Isten felé vezető út ismeretét jelöli (angol cikk: )
- dhṛti (धृति): az elmében való elkötelezettség, erősség
- díksa (दीक्षा, dīkṣā): beavatás, ceremónia, áldás
- dósa, dosa :

- szanszkrit दोषस् : az ájurvéda egyik fogalma; alapnedv, testnedv; úgy is lehet fordítani, hogy az "ami elromolhat", és "ami problémákat okozhat". Az ájurvéda kultúrkörében 3 fő dósa: vata, pitta, kapha (angol cikk: (en))
- szanszkrit दोष : hiba, sérülés, gyengeség

- dukkha (दुःख) általában "szenvedésnek, elégedetlenségnek fordítják; a buddhizmusban a négy nemes igazság első pontja
- Durga (दुर्गा, durgā): a hindu anyaistennőnek, Mahádévinek egy formája
- Dvárka vagy Dváraka (द्वारकाद्वीप): A Mahábhárata irataiból ismert város, amit Krisna alapított; zarándokhely
- dzsapa (जप): egy mantra vagy Isten nevének ismétlése
- dzsíva vagy dzsívátma (जीव): az örök egyéni lélek, Isten parányi, örök része
- Dzsagannátha (जगन्नाथ): Puri templomában tisztelt Visnu/Krisna isten helyi neve
- dzsívanmukta (जीवन्मुक्त): az, aki már életében felismerte az önvalót és elérte a megszabadulást (móksa, mukti)

### E, É
- ékágra (एकाग्र ekāgra): gyakran egyhegyűség állapotának fordítják; amelyben egy eltűnő gondolatot egy, az előzőhöz szorosan kapcsolódó gondolat követ; amikor az ilyen állapotok folyamatosan követik egymást, az elmét "egyhegyűnek" nevezik

### G
- Ganésa (गणेश): elefántfejű embertestű istenség
- giri (गिरि): domb, hegy
- Gíta, Gítá (गीता Gītā): a Bhagavad-gíta rövid neve
- gjána vagy dzsnyána, dnyána, jnyána (szanszkrit: ज्ञान): bölcsesség, transzcendentális tudás (angol cikk: )
- guna (गुण): a szövegkörnyezettől függően többjelentésű szó. Többnyire a jelentése: minőség, sajátosság, tulajdonság, vagy erény, érdem.
az elme minősége vagy sajátossága; a manifesztáció három alapvető energetikai kifejeződési formája; azok az alapenergiák vagy alapminőségek, amelyek minden létező alapját képezik[2]
három guna van: szattva (सत्त्व), radzsasz (रजस्), tamasz (तमस्)
- Govinda (गोविंद): Visnu egyik neve
- guru (गुरु): a bölcsesség mestere, a spirituális tudás közvetítője

- gurukula (गुरुकुल): a védikus oktatás iskolája, ahol a tanulók a guru mellett éltek
- gurudéva (गुरुदेव): egy guru megszólítása

### H
- Hanumán (हनुमान् Hanumān): egy majom, aki a Rámájanában Isten tökéletes szolgáját képviseli. Hanumán Váju a szélisten fia
- Hara (हर): az Úr, Siva egyik neve
- hatha-jóga (हठयोग): a szervezet megtisztítását, egyensúlyát és a testi funkciók optimális hatékonyságát elősegítő gyakorlatok rendszere
- hínajána (हीनयान) jelentése: "kis szekér", "kis kocsi", vagy "szűk ösvény". A szekér vagy ösvény a megvilágosodáshoz vezető eszközt jelenti.

### I
- Indra (इन्द्र) a mennydörgés, villámlás, az eső és a harc istensége
- indríja (इन्द्रिय): érzékszerv
- Ísvara (szanszkrit: ईश्वर) jelentése igen tág; Brahman ősokának legfelsőbb egyéniesült része; a személyes Isten

lásd még: hindu panteon

### J
- jadzsna (यज्ञ) jelentése: áldozat, felajánlás. A dharma három főágának egyike
- Jama vagy Jamarádzsa (यम, Yama; यमराज Yama-rāja) az a félisten, aki a bűnösöket haláluk után megbünteti
- jama (यम yama): a jóga első lépcsőfoka, etikai szabályok a helyes élethez és a megvilágosodáshoz
A Jóga-szútrákban említett öt jama: ahiṃszā (अहिंसा): erőszakmentesség; szatja (सत्य): igazság, képmutatás-mentesség; asztéja (अस्तेय): a tulajdon tisztelete; brahmacsarja (ब्रह्मचर्य): önmegtartóztatás; aparigraha (अपरिग्रहः): birtoklásmentesség
- jantra (यन्त्र, angol: yantra): meditációs célra készített jelképes geometriai formák rajza (angol cikk: )
- játra (szanszkrit: यात्रा yātrā, angol: yatra) jelentése: utazni vagy zarándoklatra menni;[3] zarándoklat egy szent helyre
- jóga (szanszkrit: योग) jelentése: összekapcsolni, egyesülni. A Bhagavad-gíta alapján folyamat a Legfelsőbb Lénnyel való összekapcsolódás érdekében.[4] Végső célja a vele való egyesülés
- jógi (योगी): a jóga gyakorlója, a szent iratok tanításainak követője
- juga (युग): korszak (angol cikk: (en))
A hindu kronológia négy világkorszaka, amelyek körforgásban követik egymást: Szatja-juga, Tréta-juga, Dvápara-juga, Kali-juga

### K
- kaivalja (कैवल्य, angol: kaivalya): tartózkodás, távolság valamitől, elkülönülés. A szánkhja és a jóga rendszerében a megszabadulás állapota. Tökéletes elszakadás az anyagtól és a lélekvándorlástól.
- kája (काय kāya): szó szerint "test"; az ind filozófiákban több testet különböztetnek meg: kauzális, szubtilis, anyagi
lásd még: trikája (buddhizmus)
- kála (काल): idő
Kali-juga (कलियुग): a hindu kronológia négy világkorszakának egyike, a képmutatás korszaka, amely ma is tart
- Káli (काली): istennő, Párvati egyik megnyilvánulási formája
- káma (काम) jelentése: vágy, kívánság (lásd még: Kámaszútra)
- karma (कर्म): anyagi tettek, amelyekért visszahatás jár; az ok és okozat kölcsönhatása, törvénye
- karma-jóga (कर्मयोग) az önzetlen "cselekvés jógája"
- karuna ( करुणा karunā): együttérzés, könyörület
- kírtan (कीर्तन) áhítatos ének, egy istenséget dicsérő dal,[5] gyakran hangszeres kísérettel
- klésa (क्लेश) jelentése: méreg; az emberi szenvedés átfogó jelentésének hordozója
- kósa (szanszkrit: कोश): sokjelentésű szó, többek közt a jelentése: burok, befedettség. Az ind filozófiában és az ájurvédikus gyógyászatban használt fogalom
- krija (szanszkrit: क्रिया kriyā) jelentése: tett, tevékenység, erőfeszítés. Adott esetben vallásos tetteket jelölnek vele, pl. szertartásokat; a jóga terminológiájában gyakran önkéntelen fizikai mozgásokra utal, amelyeket a kundalini felébresztése okoz[6] (angol cikk: (en))

- a krija-jóga (क्रिया योग) a "cselekvés jógája"; a test fegyelmezésének, az elme szabályozásának és az aum-on való meditálás gyakorlata
- a hatha-jóga kriják a fizikai testet tisztító eljárások, más néven sat-karmák

- Krisna (szanszkrit: कृष्ण, IAST: Kṛṣṇa): Visnu 8. megtestesülése, a Bhagavad-gíta alapján az Istenség legfelsőbb személyisége
- kszama (szanszkrit: क्षमा kṣzamā): megbocsátás
- kundalini (कुण्डलिनी kuṇḍalinī): az egyéni testekben rejtőző kozmikus életerő; vagy látens (rejtett) energia, amely az egész test és a pránikus erők statikus bázisa

### L
- Laksmi (लक्ष्मी): a gazdagság és jószerencse istennője
- Lanka (लंका): Srí Lanka szigete
- lila (szanszkrit: लीला līlā) jelentése: játék. a Legfelsőbb Úr / Isten transzcendentális cselekedete, utalva arra, hogy a mindenség Isten „játéka” (angol cikk: (en))
- lingam vagy linga (szanszkrit: लिङ्गं, hindi: लिंग, IAST: liṅgaṃ) jelentése: szimbólum. A valóság megnyilvánult és megnyilvánulatlan aspektusait jelképezi
a lingam szó egyik jelentése a férfi nemi szervet jelképezi és ez az asszociációs tévedés rányomta a bélyegét a lingam nyugati megítélésére, de a lingam (az ellipszoid) a Siva-sakti, Siva teremtő erejének jelképe[8]
- lóka (लोक): a világ, világegyetem

### M
- maha (szanszkrit: महा mahā́) jelentése: nagy, hatalmas
- Mahábhárata (महाभारत): 3000 éves, szanszkrit nyelvű hindu eposz
- Mahádévi (szanszkrit: महादेवी): anyaistennő; összetett szó: Mahá + Dévi
- mahájána (szanszkrit: महायान): a buddhizmus három ágának egyike
- Mahátma (szanszkrit: महात्मा mahātmā: - 2 szó: महा mahā + आत्मं vagy आत्मन ātman) jelentése: nagy lélek. A teljesen Isten-tudatú, felszabadult lélek.
lásd még: Mahátma Gandhi
- Mahávíra (szanszkrit: महावीर) वर्धमान) a dzsainizmus egyik fő prófétája, a 24 tírthankara közül az utolsó
- Mahésvara (माहेश्वर): összetett szó: Mahá + Ísvara (Nagy Isten); Siva egyik neve
- Maitréja (मैत्रेय) egy jövőbeli Buddha
- maja
  - (माया mājā): illúzió, az anyagi létre utaló filozófiai szó, lásd: Májá (illúzió)
  - Májá (मायादेवी Májádéví): lásd: Májá (Buddha anyja)
- mála (माला; mālā): imafüzér
- manasz (szanszkrit: मनस्): az elme
- mandala (मण्डल): a kozmosz illetve különféle istenek hindu vagy buddhista vallási ábrázolása és ábra a spirituális energia fókuszálására
- mandir (मंदिर): hindu templom
- mantra (मंत्र) vallásos terminus, szellemi erőt tartalmazó mondás
- Manu (मनु): félisten, az emberiség atyja
- mauna (मौन): spirituális hallgatási, szótlansági fogadalom (angol cikk: (en))
- méla (मेला): találkozó, gyűlés, fesztivál, vásár (lásd még: Kumbh mela)
- Mathura (मथुरा): város Észak-Indiában, Delhi-től délre. Zarándokhely. Itt volt Krisna szülőhelye.
- Meru (मेरु, meru) mítoszok alkotta vidék, a dzsainizmusban, a hindu és a buddhista kozmológiában az Univerzum központja
- mitáhára (मितहार mitāhāra): mértékletesség a táplálkozásban (angol cikk: (en))
- móksa, néha mukti (szanszkrit: मोक्ष, IAST: mokṣa): megszabadulás; szabadulás a születés és a halál örök körforgásából (szanszára), a reinkarnáció kötelékéből
मो mo (म ma + ो o) क्ष ksa
- mudra (szanszkrit: मुद्रा, mudrā): szimbolikus vagy szertartásos kézmozdulat vagy kéztartás a hinduizmusban és a buddhizmusban
- muni (szanszkrit: मुनि): bölcs, szent, aszkéta, látnok (hasonló fogalmak: szádhu, risi)
- múrti (मूर्ति, IAST: mūrti): egy istenség megtestesülése egy tárgyban

### N
- nádi (नाडी nāḍī): energiacsatorna, amelyben a prána áramlik
- násztika (नास्तिक): a Védák tekintélyét el nem fogadó, heterodox indiai vallásokat és filozófiákat jelölő kifejezés
- nijama (नियम): a jóga második lépcsőfoka, egyfajta magatartási kódex a helyes élethez és a spirituális megvilágosodáshoz
A Jóga-szútrákban említett öt nijama: saucsa (शौच) : külső és belső tisztaság; szantósa (संतोष) : elégedettség; tapasz (तपस्) : önmegtagadás, önmegtartóztatás; szvádhjája (स्वाध्याय) : öntanulmányozás és önnevelés a szent iratok tanulmányozása által; Iśvara-praṇidhāna: Isten iránti teljes odaadás.
- nirguna (निर्गुण): gunáktól mentes, tulajdonságok nélküli. Brahmannal kapcsolatban arra utal, hogy Ő az anyagi tulajdonságok felett áll.[4]
- nirvána (निर्वाण): megszabadulás az anyagi léttől és szenvedéstől; az ind filozófiában Brahmannal való egyesülés
- njája (न्याय): a hat ortodox hindu iskola egyike

### O, Ó
- ódzsasz (ओजस्): az ájurvéda egyik fogalma, jelentése: életerő, vitalitás, de jelentéstartományába beletartozik a tiszta tudat és a spiritulis emelkedettség is[9]
- om vagy aum (ॐ): alap- vagy gyökérmantra, ezért sok mantra, ima és rituálé elején mondják

### P
- pandit (पण्डित): tanult, művelt ember; valamely tudományterület tanára
- para (szanszkrit: परा) többjelentésű: transzcendentális, nagyobb, a legmagasabb, legjobb; cél; létezés; korábban, később stb.[10]
- paramahansza (szanszkrit: परमहंस): magas rangú hindu spirituális tanítók vallási-teológiai címe
lásd még: Paramahansza Jogananda
- Paramátma, néha: Paramátman (szanszkrit: परमात्मा, IAST: paramātmā): legfelsőbb lélek; azonos Brahmannal, amely minden élőlény szívében lakik és kíséri őt, miközben egyik testből a másikba vándorol
- parampara (परम्परा, paramparā): mester-tanítvány megszakíthatatlan láncolata, melyben a tudást adják át nemzedékről nemzedékre
- paramguru : a guru guruja; a mester mestere
- parinirvána (szanszkrit: परिनिर्वाण): a buddhizmusban a halál pillanata után bekövetkező nirvánára utal, amely azokkal történik, akik még életük során elérték a nirvánát
- Párvati (szanszkrit: पार्वती, IAST: Pārvatī): istennő, szelíd aspektusa Mahádévinek
- Patandzsali (पतञ्जलि): egy vagy több tudós és szerző használta ezt a nevet, aki(k) a Kr. e. 2. század és Kr. u. 6. század között élt(ek). Két fontos mű szerzője vagy társszerzője: Mahábhásja és a Jóga-szútrák
- pra (szanszkrit: प्र): előtag és fokozószó, jelentése kb.: nagyobb, magasabb, legfelső, legelső. például: prajnána (प्रज्ञान): magasabb tudás, intuíció
- prakriti: (szanszkrit: प्रकृति, IAST: prakṛti) az örök ősanyag vagy ősforrás; a megnyilvánuló, szemmel látható sokféleség energiahálója, amely a természetként, a fizikai világként jelenik meg
- prána (szanszkrit: प्राण, angol: prana, IAST: prāṇa): univerzális életerő, energia, lélegzet
- pránájáma (szanszkrit: प्राणायाम, angol: pranayama, IAST: prāṇāyāma): légzésirányítás a jógában tett előrelépés érdekében; egy létállapot, amelyben túlhaladottá válik a lélegzet és a lélegző dualitása
- pratjáhára (szanszkrit: प्रत्याहार): az elmeműködés befelé fordítását, a tudatos magunkba tekintést, elmélyedést jelent
- praszáda vagy praszád (प्रसाद): a hindu templomban készített megszentelt étel (felajánlás) az ott lakozó istenségnek
- púdzsa (पूजा, IAST: Pūjā): vallási szertartás. A mindennapi púdzsát a házi oltárnál, a mandírnál végzik el, amikor is a családfő a család védőistenéhez imádkozik, miután tiszteletüket tették a múrtinak (az istenszobornak)
- Puránák (पुराण) jelentése: ősi. A Védákat kiegészítő 18 történelmi mű
- Puri (जगन्नाथपुरी): város az indiai Orisza tengerpartján, Dzsagannátha múrtijának és templomának szent városa; zarándokhely
- purusa (पुरुष): tiszta tudatosság; az egyéni lélek vagy a Legfelsőbb Úr; rokon értelmű az átmannal

### R
- Ráma (राम Rāma): Visnu 7. megtestesülése, tetteit a Rámájana foglalja össze
- Rámájana (रामायण Rāmāyaṇa): ősi indiai eposz, amely fontos része a hindu kánonnak (szmriti)
- rádzsa (राजा): király, uralkodó. Női formája a ráni (राज्ञी)
- rádzsa-jóga (राजयोग) szó szerint: királyi jóga; astánga jógának is nevezik, mert nyolcfokú jóagként jelenik meg
- radzsasz (रजस्): a három guna egyike; a szenvedély kötőereje, amelyet az anyagi törekvés és az érzékkielégítésre való vágy jellemez
- rága (राग): érzelmi kötődés, amelyet a testi vágynak, mohóságnak és a szenvedélynek feleltetnek meg
- Rigvéda (ऋग्वेद ṛgvedā) jelentése: versekben kifejezett tudás. A Védák egyike
- risi (ऋषि): az ősi védikus értelemben egy látnok volt, egyúttal ihletett költő, szent ember

### S
- sakti (शक्ति): az áramló kozmikus energia
a sakták vagy másképp a saktizmus (शाक्तं) követői a hinduizmus 3 fő ágának egyik irányzata, melynek középpontjában az Anyaistennő-kultusz áll
- saivizmus vagy saiva (शैवसम्प्रदाय): a hinduizmus egy ága, amely elsődleges és legfőbb istennek Sivát, vagy annak egy megtestesülési formáját vagy szimbólumát tartja
- Sankara (szanszkrit: शंकर, Adi Sankara vagy másképp Sankarácsárja) indiai filozófus, az advaita védánta iskola legnagyobb alakja
ő volt aki megalapozta az advaita doktrínát, ami Brahman személytelen természetét hangsúlyozza, valamint azt, hogy a lelkek azonosak a nem differenciált Brahmannal.[4]
- sánti (शान्ति , angol: shanti): belső béke, nyugalom
- sásztra (शास्त्र): értekezést, szöveget jelent egy adott területen
- sat-karma (षटकर्मन ṣaṭkarman, angol: shatkarma): a test kitisztításának hat művelete
- saucsa (शौच): tisztaság a gondolkodásban, a beszédben, a testben
- síla (शील): tudatos és szándékos etikai viselkedésforma a buddhizmusban
- Siva (शिव): a trimúrti egyike, a saivizmus irányzat számára a főisten
- Sri (szanszkrit: श्री, angol: Sri, Shri, IAST: śrī)
  - megtisztelő cím, amelyet bölcseknek, mestereknek szoktak adni, hasonló mint az angolban a Mr. (mister), de annál magasabb rendű (angol cikk: (en))
  - Visnu párja, más néven Laksmi
- sruti (श्रुति): az isteni kinyilatkoztatás legfőbb tekintélyű szövegei

### Sz
- szádhaka (साधक): spirituális útkereső; egy bizonyos életformát élő ember, aki megvalósítja élete értelmének célját (angol cikk: (en))
- szádhana (साधन szādhanā): rendszeresen végzett spirituális gyakorlat; például a jóga elkötelezett, állhatatos gyakorlása, amely lelki megvilágosodáshoz vezet
- szádhu (साधु): aszkéta, szent ember
- szamádhi (szanszkrit: समाधि, angol: samadhi, IAST: samādhi): a meditáció legmagasabb foka
- szamhita (szanszkrit: संहिता, IAST: saṃhitā): gyűjtemény
सं szam (स sza + ं m) हि hi (ह ha + ि i) ता tá (त ta + ा á)
- szamjama (szanszkrit: संयम, angol: samyama): ama mentális műveletek összességét jelöli, amelyek egy dolog, egy jelenség, egy lény stb. lényegének észleléséhez vezetnek;[11] három gyakorlat együttese: dhárana (koncentráció), dhjána (mély meditáció) és a szamádhi (az önvalóval való eggyé-válás) (angol cikk: (en))
- szamszkára (szanszkrit: संस्कार): a szövegkörnyezettől függő többjelentésű szó: tökéletesség, gondolat, forma, tisztaság stb.[12]
  - az előző életekből eredő tudatalatti lenyomatok, lásd: szamszkára
  - rítus vagy tisztító szertartás az indiai vallásokban. Ezeket a szertartásokat az ember élete során a fogantatásától kezdve újra és újra elvégezik. lásd: szamszkára (rítus)
  - mint buddhista fogalom lásd: szamszkára
- szankalpa vagy szamkalpa (संकल्प): gondolat; akarat, vágy, szándék
- szánkhja (szanszkrit: सांख्य, IAST: sāṃkhya): bölcselet, a hat ortodox hindu iskola egyike
  - az odaadó szolgálat útja
  - az anyag és szellem analitikus megkülönböztetése
- szannjásza vagy szanjásza (संन्यास, angol: sannyasa): lemondás, felajánlás; az élet lemondott rendje (a négy ásrama – lelki rend – egyike), melynek célja a lelki fejlődés
  - a szannjászin (संन्यासिन्): a lemondott rendben élő személy
- szanszára vagy szamszára (संसार): a születés és a halál körforgása, a lélekvándorlás hindu formája
- szanszkára vagy szamszkára (संस्कार):

- szamszkára - az előző életekből eredő tudatalatti lenyomatok, emlékek
- szamszkára - a buddhizmusban azt jelenti, hogy 'az, ami összerakódott' vagy 'az, ami összerak'
- szamszkára - rítus vagy tisztító szertartás az indiai vallásokban

- szantóṣa (संतोष): megelégedettség a külső körülményekkel
- Szaraszvati (szanszkrit: सरस्वती, angol: Saraswati) hindu istennő; folyó
- szat (सत्, sat): többjelentésű: lét, létezés; valódi, igaz; a valóban létező; helyes, jó, gyönyörű
- szatja (szanszkrit: सत्य, szatjā, angol: satya): eredeti, igaz, igazság, igazságosság, becsületesség
- szatszanga (सत्सङ्ग): szent emberek társasága, az "igazság társasága". összetett szó: szat (igazi, jó) + szanga (társaság, gyűlés)
- szattva (szanszkrit: सत्त्व): a három guna egyike; a tisztaság, egyensúly, nyugalom, béke (angol cikk: )
az étel – a jóga és az ájurvédikus irodalom alapján – lehet szattvikus, radzsaszikus vagy tamaszikus. A nyers vagy vízben főzött vegetáriánus ételek többnyire szattvikusak[13] (angol cikk: )
- szeva (सेवा sevā): önzetlen szolgálat
- sziddhi (szanszkrit: सिद्धि): paranormális, természetfeletti erő és képességek, amely természetesen fejlődik ki meditáció és jóga útján

- sziddha (सिद्ध): a tökéletessé vált mester, tökéletes lélek, bölcs, szent
- sziddhártha (सिद्धार्थ siddhārtha): "aki elérte a célját"; lásd még: Gautama Sziddhártha

- szmriti (स्मृति): régi szent hagyomány szövegei
- sztúpa (szanszkrit: स्तूप, angol: stupa, IAST: stūpa): Buddha relikviáit tartalmazó buddhista vallási építmény
- Szúrja (szanszkrit: सूर्य Sūrya) a napisten
- szútra (szanszkrit: सूत्र, angol: sutra, IAST: sū́tra): szöveges formátumú aforizma vagy aforizma-gyűjtemény
- szvádhjája (स्वाध्याय): önelemzés és önnevelés, továbbá a szent iratok tanulmányozása
- szvámi (szanszkrit: स्वामी, angol: swami) aszkéta vagy jógi, aki beavatást nyert a vallási szerzetesrendbe és a legmagasabb spirituális megvalósításnak szenteli az életét
- szvasztika (स्वस्तिक): a hinduizmus legszentebb, nem szótagot ábrázoló jelképe
- Szvargaloka vagy Szvarga (स्वर्ग): a mennyek anyagi bolygói, a mennyország, a félistenek birodalma (angol cikk: (en))

### T
- tamasz (तमस्): a 3 guna egyike, a sötétség, tudatlanság, tétlenség állapota
- tapasz (szanszkrit: तपस): önfegyelmezés, önmegtagadás
- tantra (szanszkrit: तन्त्र): az ind vallásfilozófia egy áramlata, eredetileg a hinduizmus misztikus formája volt, majd később a buddhizmusba is beolvadt
- tattva (szanszkrit: तत्त्व) a mindenség lényegét meghatározó és teremtő alap, princípium
- théraváda (थेरवाद): a buddhizmus egyik ága
- tírtha (तीर्थ): szent hely, zarándokhely
- tilaka vagy tika (तिलक): a testre (rendszerint a homlokra) festett vallási jel
- trimúrti (त्रिमूर्ति): a hinduizmusban Ísvara (Isten) megnyilvánulásának hármassága
- turíja (तुरीय): a tudatfelettiség állapota, amely meghaladja az ébrenlét, az alvás és a mély-alvás állapotait (angol cikk: (en))

### U
- upádána (उपादान) jelentése: anyagi alap vagy okozat; Brahman anyagi megtestesülése
- upanisad (उपनिषद्) jelentése: melléülés (a tanítvány leülése a mester mellé). Ókori ind bölcseleti művek
upaniṣad उ u प pa नि ni (न na + ि i) ष sa द् d (द da + ्)

### V
- vadzsrajána (वज्रयान): a buddhizmus három ágának egyike, tantrikus változata
- váju (szanszkrit: वायु,, angol: vayu): a négy ill. öt alapelem (tattva) egyike; továbbá egy hindu istenség (angol cikk: (en))
- vairágja (वैराग्य): szenvedélytelenség, vágynélküliség, kötődésmentesség
- vaisésika (वैशेषिक): a hat ortodox hindu iskola egyike (angol cikk: )
- vaisnavizmus vagy vaisnava (वैष्णवम्): a hinduizmus három fő ágának egyike. Elsődleges és legfőbb istennek Visnut, vagy annak egy megtestesülési formáját, avatáráját ismeri el
- véda (szanszkrit: वेद): tudás; a Védák India legrégibb irodalmi emlékei, négy hindu szent irat
veda वे vé (व va + े é) द da
  - A Védák: Jadzsurvéda, Számavéda, Rigvéda, Atharvavéda
  - A védikus irodalom: a négy Véda, az Upanisadok, a Brahma-szútra, a puránák, a Mahábhárata és egyéb történetek és kiegészítések, valamint a védikus végkövetkeztetéssel összhangban álló munkák[14]
- vászana (वासना, vāszanā): rejtett belső vágy, illetve karmikus hatás, lenyomat, amely befolyásolja egy személy viselkedési hajlamát. Értelmezhető a múltbéli tapasztalatok hatására létrejött tudatalatti benyomásokként is. (angol cikk: (en))
- Védánta (वेदान्त, IAST: Vedānta): az ind filozófiák egyike
- vidja (विद्य vidjā): tudás
- Visnu (विष्णु): az istenség személyisége, a három legfőbb hindu istenség, a trimúrti egyike
- Vjásza vagy Vjászadéva (व्यास): a Mahábhárata, a puránák, a Védánta-szútra szerzője és a védikus irodalom egyéb részeinek szerkesztője (angol cikk: (en))
- vritti (वृत्ति): az elme szüntelen mozgása, a tudatfolyamat, gondolkodás legkisebb egysége (angol cikk: (en))

## Fordítás
- Ez a szócikk részben vagy egészben  a   Glossary of Hinduism terms című angol Wikipédia-szócikk fordításán alapul.  Az eredeti cikk szerkesztőit annak laptörténete sorolja fel. Ez a jelzés csupán a megfogalmazás eredetét és a szerzői jogokat jelzi, nem szolgál a cikkben szereplő információk forrásmegjelöléseként.

## Külső hivatkozás
- Terebess Ázsia Lexikon
- szanszkrit szószedet